# Éka pada koundinyásana II

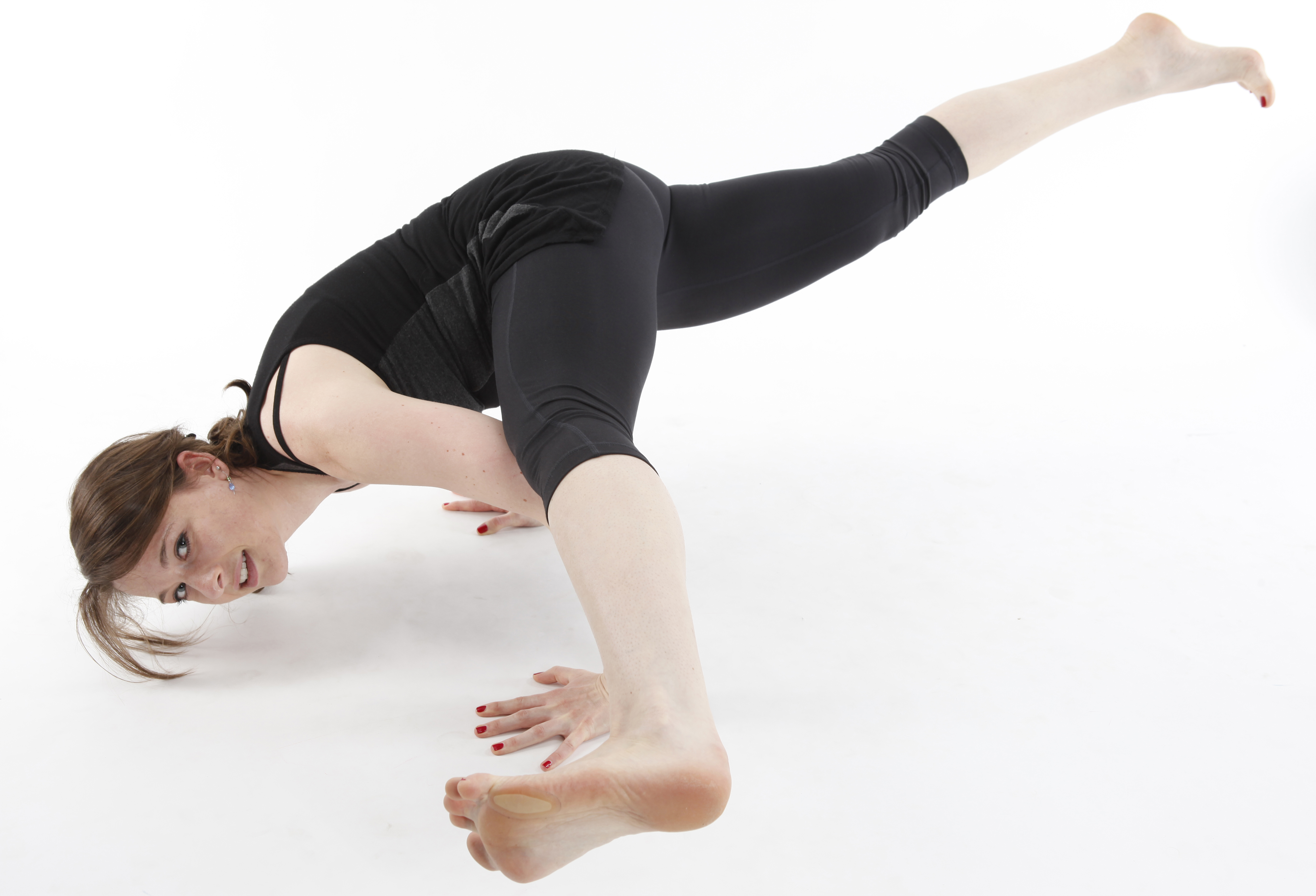
Éka pada koundinyásana

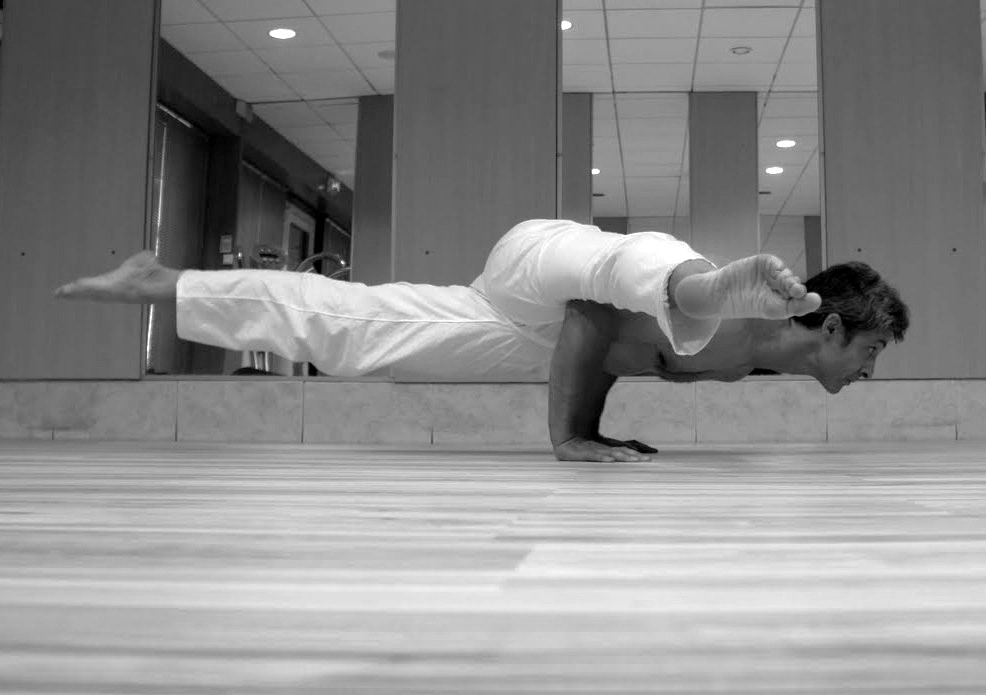
Éka pafa koundinyásana II

Eka Pada Koundinyásana II (एक पद कोउन्दिन्यासन) neboli jednonohý mudrc je ásana na rukou.
 

## Etymologie
Eka je jeden, "pada" noha a "koudinya" je jméno mudrce a asana posed. Posiluje páteř, krk a paže 

## Pozice
1. Do pozice se vchází z pozice střechy, následně pokrčit je nutné  horní končetiny, které udělají schod.
2. Pravá noha  se položí na pravou ruku,  resp. na ten schod a levý horní okraj pánve  se položí na levý loket.
3. Váha se přenese dopředu a tělo se zvedne ze země.
4. Praná noha se natáhne vpřed a levá vzad.